# 發現水道

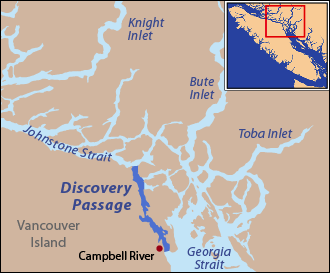
發現水道连接乔治亚海峡（Strait of Georgia）同莊士敦海峽（Johnstone Strait）

發現水道（英語：Discovery Passage）是加拿大的水道，在不列颠哥伦比亚海岸，溫哥華島和發現羣島之間，连接乔治亚海峡和莊士敦海峽。「發現」这个名字出自乔治·温哥华的發現號皇家船。水道東岸是四分島，而水道北端是勝羅那島，在此连接莊士敦海峽。南端链接乔治亚海峡。水道長二萬五千米，闊兩千米，最窄處为西摩窄峽，在水道的南半段。
50°13′N 125°23′W / 50.22°N 125.38°W